# Osthryth
Osthryth est une reine anglo-saxonne, fille d'Oswiu de Northumbrie et épouse d'Æthelred de Mercie. Elle vit durant une période de conflits entre la Mercie et la Northumbrie, ce qui explique peut-être son assassinat par des nobles merciens en 697.

## Contexte
Le VIIe siècle voit se dérouler de fréquentes batailles entre les royaumes voisins de Mercie et de Northumbrie. Ainsi, le puissant roi païen de Mercie, Penda, triomphe successivement d'Edwin en 633 ou 634, puis d'Oswald en 642. Une tentative de rapprochement a lieu dans les années 650, sous le règne du successeur d'Oswald, Oswiu : Cyneburh, fille de Penda, épouse Alhfrith, fils d'Oswiu, tandis que le fils de Penda, Peada, épouse une fille d'Oswiu, Alhflæd.

## Biographie
Osthryth est la fille d'Oswiu de Northumbrie et de son épouse Eanflæd du Kent. Elle épouse Æthelred de Mercie à une date inconnue, mais nécessairement avant 679. Cette année-là, son frère Ecgfrith et son époux s'affrontent sur la Trent, dans une bataille qui voit la mort du jeune prince Ælfwine, frère d'Ecgfrith et d'Osthryth. Dans son récit des événements, Bède le Vénérable précise qu'Ælfwine « était très aimé dans les deux royaumes » car « le roi Æthelred avait épousé sa sœur, qu'on appelait Osthryth ». Seule l'intercession de l'archevêque Théodore de Cantorbéry permet de mettre un terme au conflit.
Æthelred et Osthryth forment un couple pieux, qui finance plusieurs établissements religieux : ils fondent une abbaye à Fladbury et portent un intérêt tout particulier à l'abbaye de Bardney. Vers 679, Osthryth y fait transférer les reliques de son oncle Oswald, considéré comme un saint depuis sa mort. Selon Bède, les moines auraient d'abord refusé d'accueillir sa dépouille, en souvenir des exactions commises par Oswald dans le royaume de Lindsey, qu'il avait conquis sur la Mercie. Un miracle les aurait finalement convaincus d'ouvrir leurs portes aux reliques du roi. Autre signe de la piété de la reine : elle serait parvenue à convaincre la veuve d'Oswald, Cyneburh, d'entrer dans les ordres, bien que la source de cette anecdote, Reginald de Durham, ait pu confondre cette Cyneburh avec une fille de Penda.
Osthryth est assassinée par des nobles merciens en 697. Ni Bède, le premier à rapporter cet événement, ni aucune autre source ne donne le mobile de ce meurtre. Ann Williams y voit un nouveau signe de l'hostilité farouche opposant Merciens et Northumbriens, tandis que David Kirby suggère qu'il pourrait s'agir d'une vengeance liée au meurtre de Peada en 656, dans lequel son épouse Alhflæd, la sœur d'Osthryth, aurait été impliquée. Herbert Finberg propose quant à lui d'y voir une réaction à de possibles tentatives de la part de la reine d'émanciper le royaume des Hwicce de la tutelle mercienne.
Osthryth est inhumée à l'abbaye de Bardney, où elle reçoit le culte réservé aux saints. Quelques années plus tard, en 704, son époux abdique pour entrer dans les ordres, devenant abbé de Bardney où il est lui aussi inhumé. Sa mort marque le début d'un demi-siècle durant lequel la Mercie ne connaît aucune reine forte, jusqu'à Cynethryth, l'épouse d'Offa. Il est possible qu'Æthelbald, roi de 716 à 757, ait refusé de se marier en réaction à une apparente montée en puissance des épouses royales sous les règnes de ses prédécesseurs.